# Saraba, adieu ma terre natale
Pour plus de détails, voir Fiche technique et Distribution.
Saraba, adieu ma terre natale (さらば愛しき大地, Saraba itoshiki daichi) est un film japonais réalisé par Mitsuo Yanagimachi, sorti en 1982.

## Synopsis
Les fils du fermier Yukio se noient et il devient camionneur puis commence, comme ses collègues, à utiliser des amphétamines.

## Fiche technique
- Titre : Saraba, adieu ma terre natale[1]
- Titre original : さらば愛しき大地 (Saraba itoshiki daichi?)
- Réalisation : Mitsuo Yanagimachi
- Scénario : Mitsuo Yanagimachi
- Photographie : Masaki Tamura
- Décors : Kazumasa Ōtani
- Montage : Sachiko Yamaji
- Musique : Toshiaki Yokota
- Production : Michiko Ikeda, Tetsuya Ikeda et Mitsuo Yanagimachi
- Sociétés de production : Atelier Dancan et Gunro
- Pays de production :  Japon
- Langue : japonais
- Format : couleur — 1,85:1 — 35 mm
- Genre : drame
- Durée : 130 minutes[2]
- Dates de sortie : 
  - Japon : 9 avril 1982[2]
  - France : 6 février 1991[3]

## Distribution
- Jinpachi Nezu : Yukio Yamazawa
- Kumiko Akiyoshi : Junko
- Jirō Yabuki : Akihiko Yamazawa
- Miyako Yamaguchi : Fumie Yamazawa
- Sumiko Hidaka : Ine Yamazawa
- Keizō Kanie : Daijin
- Kōjirō Kusanagi : Takejiro Yamazawa
- Seiji Matsuyama : le frère de Fumie
- Aoi Nakajima : Fumiko
- Kiminobu Okumura : Koichiro Yamazawa
- Sumie Sasaki : la mère de Junko

## Distinctions
Sauf indication contraire, les informations mentionnées dans cette section peuvent être confirmées par la base de données cinématographiques IMDb,  présente dans la section « Liens externes ».

### Récompenses
- 1982 : Hōchi Film Award de la meilleure actrice dans un second rôle pour Miyako Yamaguchi[4]
- 1983 : prix Kinema Junpō du meilleur acteur pour Jinpachi Nezu[5]
- 1983 : Blue Ribbon Award de la meilleure actrice dans un second rôle pour Miyako Yamaguchi[6]
- 1983 : prix Mainichi de la meilleure photographie pour Masaki Tamura[7]
- 1983 : prix de la meilleure photographie pour Masaki Tamura au festival du film de Yokohama

### Nominations et sélections
- 1982 : en sélection officielle en compétition lors de la Berlinale[8]
- 1983 : prix du meilleur réalisateur pour Mitsuo Yanagimachi, du meilleur acteur pour Jinpachi Nezu, de la meilleure actrice dans un second rôle pour Miyako Yamaguchi aux Japan Academy Prize[9]